# Только для ваших глаз (сборник рассказов)
Только для ваших глаз (англ. For Your Eyes Only) — сборник рассказов Яна Флеминга о Джеймсе Бонде. Впервые опубликован 11 апреля 1960 года (по другим данным — в 1959 г.) издательством Джонатана Кэйпа. Примечателен изменившейся литературной формой, так как Флеминг прежде писал только романы с участием Джеймса Бонда.
Познакомьтесь — Джеймс Бонд. Безупречный, блестяще образованный красавец. Абсолютно безжалостен и смертельно опасен.
Есть такая работа — спасать свободный мир от самых разных, но всегда смертельно опасных угроз. И непобедимый агент 007 всегда с ней справляется. И будьте уверены: не важно, кто его противник — агенты страшного русского СМЕРШа, боевики СПЕКТРа или простые гангстеры, где поле боя — в пригородах Парижа, на борту подводной лодки посреди бескрайнего океана или в тропическом раю, где смерть притаилась за каждой пальмой, — Джеймс Бонд не подведет!
Сборник состоит из пяти рассказов:
- Вид на убийство (Вид на убийство / С видом на убийство / С прицелом на убийство) — 1960
- Только для ваших глаз (Только для ваших глаз / Только для вашего сведения / Только для личного ознакомления / Око за око / назв. на яз. оригинала For your eyes only) — 1960
- Квант милосердия (Квант милосердия / Квант утешения / Квант спокойствия / назв. на яз. оригинала The Quantum of Solace) — 1960
- Риск (Риск / Ризико / «Risico» / назв. на яз. оригинала Risico) — 1960
- Уникум Хальдебранда (Уникум Хальдебранда / Раритет Хальдебранда / Раритет Гильдебранда / Гильдебрандская редкая / назв. на яз. оригинала The Hildebrand Rarity) — 1960

## Вид на убийство (рассказ)
«Вид на убийство» (англ. From a View to a Kill) — первый рассказ о Джеймсе Бонде. На пути к штабу верховного главнокомандующего объединенных сил НАТО недалеко от Парижа убит связист, документы, которые он перевозил, похищены. Джеймс Бонд, возвращающийся с задания на австро-венгерской границе, получает указание от М принять участие в расследовании инцидента…

### Одноимённая экранизация рассказа (1985)
В фильме Осьминожка говорилось, что Джеймс Бонд вернётся в фильме «С видом на убийство». Однако название четырнадцатого фильма стало Вид на убийство. Этот фильм был последним с Роджером Муром в роли Агента 007.

### Персонажи
- Джеймс Бонд / Агент 007 — главный герой
- Мэри-Энн Расселл — девушка Бонда
- Полковник Шрайбер — союзник Бонда
- русские шпионы — главные злодеи

### Связь с кино
Никакой связи нет, если не считать, что действие одного из эпизодов фильма, снятого в 1985 г., происходит в Париже. Кстати, по неизвестным причинам название фильма было сокращено до A View To A Kill.

## Только для ваших глаз (рассказ)
«Только для ваших глаз» (англ. For Your Eyes Only) — второй рассказ о Джеймсе Бонде. Ямайка. На соседней Кубе к власти скоро придет Фидель Кастро. Сообщники кубинского диктатора Батисты пытаются любыми путями завладеть недвижимостью на соседних островах. Не поддавшись на угрозы, семья Хэвелоков, владельцы крупного ямайского поместья, гибнут от пуль наемников начальника контрразведки Батисты, бывшего фашиста фон Хаммерштейна. Но Хэвелоки — хорошие знакомые шэфа Секретной Службы… Через некоторое время Бонд отправляется на поиски убийц.

### Одноимённая экранизация рассказа (1981)
Этот рассказ стал основой фильма Только для ваших глаз с Роджером Муром, который актёр считает своей лучшей работой из фильмов про Агента 007.

### Персонажи
- Джеймс Бонд / Агент 007 — главный герой
- Джуди Хэвлок — девушка Бонда
- Фон Хаммерштейн — главный злодей
- Майор Гонсалес — второстепенный злодей
- М — начальник Бонда

### Связь с кино
Сюжет рассказа был использован как отправная точка одноимённого фильма, снятого в 1981 году, но дочь Хэвлоков переименовали в Мелину, чтобы подчеркнуть её греческое происхождение. Хэвлоки теперь не просто друзья М — глава семьи помогал британской разведке. Вместо Фон Хаммерштейна убийца Гонсалес работает на другого злодея — Эмилио Локка.

## Квант утешения (рассказ)
«Квант утешения» (так же «Квант спокойствия») (англ. Quantum of Solace) — третий рассказ о Джеймсе Бонде. Выполнив на Багамах задание по пресечению поставок оружия кубинским повстанцам, Бонд готовится к отбытию в Англию. В последний вечер он оказывается на приеме у губернатора, где из уст самого губернатора услышал удивительную историю из колониальной жизни британцев…

### Одноимённая экранизация рассказа (2008)
В 2008 году был снят фильм «Quantum of Solace» (в российском прокате — «Квант милосердия»), в котором Дэниел Крейг появляется во второй раз. Фильм с рассказом по сюжету не имеют ничего общего, кроме главных героев.

### Персонажи
- Джеймс Бонд / Агент 007 — главный герой
- Филип Мастерс (имя вымышлено) — главный герой рассказа губернатора
- Фода Ллевеллин / Фода Мастерс (имя вымышлено) — главная героиня рассказа губернатора
- Губернатор Нассау — союзник Бонда, рассказчик

### Связь с кино
Фильм «Quantum of Solace» (в российском прокате — «Квант милосердия») не имеет никакого отношения к одноименному рассказу. В фильме «Квантом» называется международная террористическая организация, собиравшаяся монополизировать запасы питьевой воды в Боливии.

## Риск (рассказ)
«Риск» (англ. Risico) — четвёртый рассказ о Джеймсе Бонде. В Англию через итальянскую мафию идут крупные поставки наркотиков, Бонд, конечно же, получает соответствующее задание. Работать ему предстоит с информатором ЦРУ Кристатосом, который сам участвует в преступном бизнесе…

### Фильмы, снятые по рассказу (1981)
Этот рассказ стал второй частью для фильма Только для ваших глаз с Роджером Муром в главной роли.

### Персонажи
- Джеймс Бонд / Агент 007 — главный герой
- Лизль Баум — девушка Бонда
- Аристоль Кристатос — главный злодей
- Энрико Коломбо — союзник Бонда
- М — начальник Бонда

### Связь с кино
Почти всё описанное в рассказе попало в фильм «Только для ваших глаз», только Италию заменили на Грецию.

## Уникум Хальдебранда (рассказ)
«Уникум Хальдебранда» (англ. The Hildebrand Rarity) — пятый рассказ о Джеймсе Бонде. И снова Бонд предстает перед нами после очередного задания, на этот раз на Сейшельских островах. Пароход, на котором ему предстоит возвращаться, будет только через неделю, и 007 принимает приглашение американского миллионера Милтона Креста принять участие в поисках редкого вида рыбы — раритета Гильдебранда. Никто не подозревал, что на борту яхты миллионера разыграется трагедия…

### Фильмы, снятые по рассказу (1989)
Персонажи этого рассказа стали основой для фильма Лицензия на убийство. Это был второй и последний фильм с Тимоти Далтоном в роли Джеймса Бонда.

### Персонажи
- Джеймс Бонд / Агент 007 — главный герой
- Милтон Крест — второстепенный герой, владелец яхты
- Лиз Крест — жена Милтона Креста
- Фидель Барби — союзник Бонда

### Связь с кино
Имя «Милтон Крест» и яхта «Уэйвкрест» использованы в фильме «Лицензия на убийство» (1989). Кроме того, привычка книжного Креста избивать жену хлыстом из хвоста ската перешла к главному злодею фильма, Францу Санчесу. А образ рыбака Фиделя Барби проглядывает в киношном Шарки.

## Компиляции
Издательство «Penguin Books» выпустило компиляцию Quantum of Solace: The Complete James Bond Short Stories, которая включала также en:Octopussy and the Living Daylights. Она была переиздана, в качестве сопутствующей продукции к фильму Квант милосердия 26 августа 2008.

## См. фильмы
- «Только для ваших глаз» — 1981 — Бонда играет Роджер Мур
- «Вид на убийство» — 1985 — Бонда играет Роджер Мур
- «Лицензия на убийство» — 1989 — Бонда играет Тимоти Далтон
- Квант милосердия — 2008 — Бонда играет Дэниел Крейг